# Championnats du monde d'Ironman 2006
Navigation
Édition précédente Édition suivante
Les championnats du monde d'Ironman 2006 se déroule le 21 octobre 2006 à Kailua-Kona dans l'État d'Hawaï. Ils sont organisés par la World Triathlon Corporation.

## Résultats du championnat du monde

### Hommes
| Pos.     | Temps           | Nom                 | Pays               | Détail temps | Détail temps | Détail temps    | Détail temps | Détail temps    |
| Pos.     | Temps           | Nom                 | Pays               | Natation     | T1           | Cyclisme        | T2           | Course à pied   |
| -------- | --------------- | ------------------- | ------------------ | ------------ | ------------ | --------------- | ------------ | --------------- |
|          | 8 h 11 min 56 s | Normann Stadler     | Allemagne          | 54 min 05 s  | 2 min 07 s   | 4 h 18 min 23 s | 2 min 20 s   | 2 h 55 min 03 s |
|          | 8 h 13 min 07 s | Chris McCormack     | Australie          | 53 min 51 s  | 1 min 51 s   | 4 h 29 min 24 s | 2 min 02 s   | 2 h 46 min 02 s |
|          | 8 h 19 min 04 s | Faris Al-Sultan     | Allemagne          | 53 min 36 s  | 2 min 04 s   | 4 h 29 min 37 s | 3 min 05 s   | 2 h 50 min 44 s |
| 4        | 8 h 21 min 04 s | Rutger Beke         | Belgique           | 54 min 35 s  | 2 min 13 s   | 4 h 33 min 33 s | 2 min 30 s   | 2 h 48 min 16 s |
| 5        | 8 h 22 min 28 s | Eneko Llanos        | Espagne            | 53 min 45 s  | 2 min 02 s   | 4 h 29 min 26 s | 2 min 18 s   | 2 h 55 min 00 s |
| 6        | 8 h 24 min 17 s | Marino Vanhoenacker | Belgique           | 54 min 04 s  | 1 min 55 s   | 4 h 29 min 13 s | 2 min 07 s   | 2 h 56 min 59 s |
| 7        | 8 h 24 min 26 s | Luke Bell           | Australie          | 53 min 57 s  | 1 min 44 s   | 4 h 29 min 34 s | 2 min 17 s   | 2 h 56 min 55 s |
| 8        | 8 h 25 min 22 s | Cameron Brown       | Nouvelle-Zélande   | 53 min 55 s  | 1 min 52 s   | 4 h 29 min 26 s | 2 min 06 s   | 2 h 58 min 05 s |
| 9        | 8 h 27 min 37 s | Chris Lieto         | États-Unis         | 53 min 48 s  | 2 min 13 s   | 4 h 25 min 35 s | 3 min 16 s   | 3 h 02 min 47 s |
| 10       | 8 h 28 min 13 s | Patrick Vernay      | Nouvelle-Calédonie | 54 min 36 s  | 2 min 00 s   | 4 h 36 min 12 s | 2 min 39 s   | 2 h 52 min 48 s |
| Source : |                 |                     |                    |              |              |                 |              |                 |

### Femmes
| Pos.     | Temps           | Nom              | Pays             | Détail temps    | Détail temps | Détail temps    | Détail temps | Détail temps    |
| Pos.     | Temps           | Nom              | Pays             | Natation        | T1           | Cyclisme        | T2           | Course à pied   |
| -------- | --------------- | ---------------- | ---------------- | --------------- | ------------ | --------------- | ------------ | --------------- |
|          | 9 h 18 min 31 s | Michellie Jones  | Australie        | 54 min 29 s     | 1 min 59 s   | 5 h 06 min 09 s | 2 min 48 s   | 3 h 13 min 08 s |
|          | 9 h 24 min 02 s | Desiree Ficker   | États-Unis       | 1 h 01 min 46 s | 2 min 08 s   | 5 h 05 min 06 s | 3 min 14 s   | 3 h 11 min 50 s |
|          | 9 h 25 min 18 s | Lisa Bentley     | Canada           | 1 h 01 min 31 s | 1 min 53 s   | 5 h 10 min 32 s | 2 min 30 s   | 3 h 08 min 54 s |
| 4        | 9 h 27 min 24 s | Gina Kehr        | États-Unis       | 54 min 02 s     | 2 min 11 s   | 5 h 16 min 11 s | 2 min 33 s   | 3 h 12 min 29 s |
| 5        | 9 h 30 min 22 s | Kate Allen       | Autriche         | 59 min 48 s     | 2 min 20 s   | 5 h 10 min 34 s | 2 min 51 s   | 3 h 14 min 51 s |
| 6        | 9 h 31 min 53 s | Kate Major       | Australie        | 1 h 01 min 34 s | 2 min 17 s   | 5 h 08 min 24 s | 1 min 54 s   | 3 h 17 min 46 s |
| 7        | 9 h 32 min 48 s | Joanna Lawn      | Nouvelle-Zélande | 59 min 48 s     | 2 min 03 s   | 5 h 10 min 20 s | 2 min 22 s   | 3 h 18 min 17 s |
| 8        | 9 h 35 min 48 s | Belinda Granger  | Australie        | 59 min 44 s     | 2 min 13 s   | 5 h 01 min 45 s | 6 min 18 s   | 3 h 25 min 50 s |
| 9        | 9 h 38 min 22 s | Melissa Ashton   | Australie        | 59 min 46 s     | 2 min 06 s   | 5 h 10 min 42 s | 3 min 13 s   | 3 h 22 min 37 s |
| 10       | 9 h 38 min 52 s | Natascha Badmann | Suisse           | 1 h 06 min 43 s | 2 min 26 s   | 4 h 59 min 04 s | 2 min 47 s   | 3 h 27 min 54 s |
| Source : |                 |                  |                  |                 |              |                 |              |                 |